# Нойнкирхен (район)
Нойнкирхен (нем. Neunkirchen) — район в Германии. Центр района — город Отвайлер. Район входит в землю Саар. Занимает площадь 249 км². Население — 137,7 тыс. чел. (2010). Плотность населения — 553 человека/км². Официальный код района — 10 0 43.
Район подразделяется на 7 общин.

## Города и общины
1. Нойнкирхен (47 572)
2. Иллинген (17 422)
3. Эппельборн (17 216)
4. Шифвайлер (16 445)
5. Отвайлер (14 885)
6. Шпизен-Эльферсберг (13 737)
7. Мерхвайлер (10 450)

(30 июня 2010)